# Soubey
Soubey es una comuna suiza del cantón del Jura, situada en el distrito de Franches-Montagnes. Limita al norte con las comunas de Burnevillers (FR-25) y Clos du Doubs, al este con Montfaucon, al sur con Les Enfers, al suroeste con Saignelégier, y al oeste con Indevillers (FR-25). 

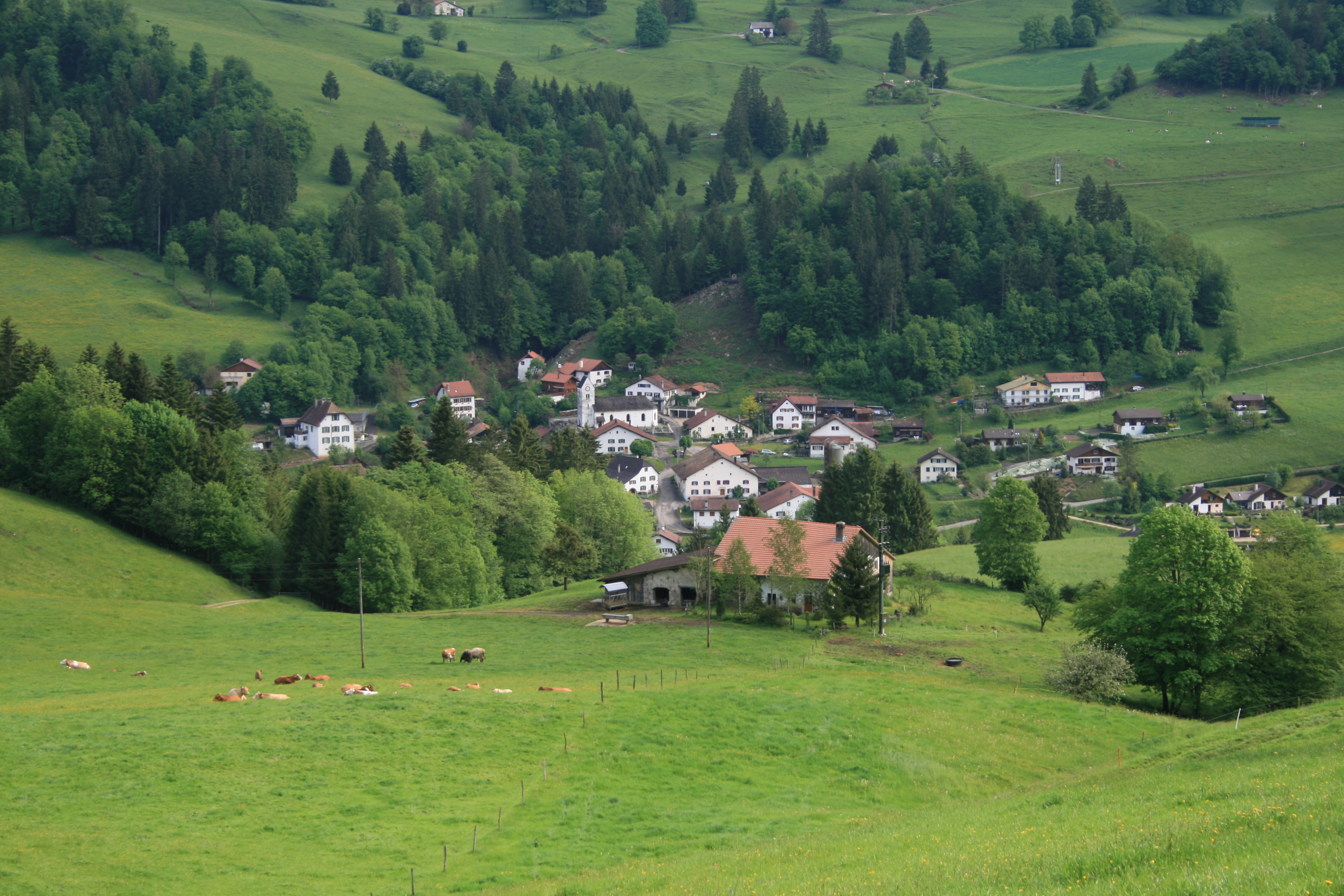
Vista de Soubey.